# Царь Афромей Афромеевич
Царь Афромей Афромеевич (также Афромей-царевич, Иван Окульевич, Фёдор Иванович с хороброй Литвы) — былинный и сказочный царь и злой воин Владимирского цикла, любовник и жених Марьи Дмитриевны. Некоторые по ошибке отождествляют его с царем Лиховидом (Варфоломеем), который, в отличие от Афромея, в основном выступает в роли отца Марьи и поэтому упоминается не только в былине про Ивана Гаденовича, но и в былине про Михайла Ивановича.
По сюжету былины на пиру у князя, его племяник Иван Гаденович один сидит невесел, и на вопрос чем он озабочен, отвечает, что хотел бы поехать в Золотую орду, (в других версиях — к ляховинскому королю или в Индию) посвататься за дочь купца Дмитрия Марью Дмитриевну. Государь одобряет его желание и дает ему в товарищи Илью Муромца, Алешу Поповича, Добрыню Никитича и Василия Казимировича, с которыми Иван и едет.
Когда купец (или царь или король) отказывает Гаденовичу в руке дочери, так как она уже просватана за царя Афромея Афромеевича, Иван Гаденович силой увозит Марью. По пути дружина встречает звериные следы, и Иван Гаденович отсылает сопровождавших его богатырей в погоню за зверями. Оставшись один с невестой, он ложится с нею в шатре, но в это время настигает его Афромей Афромеевич и увидев все это непотребство вызывает княжича на бой. Иван Гаденович повалил Афромея, но Марья оттягивает его за волосы и тем самым помогает любимому победить и связать богатыря. Затем царь с невестой ложатся в шатре.
В это время прилетает на дерево ворон, и человечьим голосом говорит, что не суждено царю Афромею владеть Марьей Дмитриевной, а суждено владеть ей Ивану Гаденовичу. Разгневанный Афромей Афромеевич пускает в ворона стрелу, которая, обратившись назад, убивает его самого. Марья, опасаясь за себя, хочет отрубить Ивану голову, но шашка скользнула и рассекла только путы, которыми был связан Гаденович. Былина оканчивается жестокой расправой Ивана Гаденовича с невестой, которой он сначала отсекает руки, затем ноги, губы и наконец голову.